# 全日本大学準硬式野球連盟
全日本大学準硬式野球連盟（ぜんにほんだいがくじゅんこうしきやきゅうれんめい）とは、日本における大学準硬式野球の統轄組織で全国各地区の大学準硬式野球連盟が加盟している。全日本大学軟式野球協会の傘下団体。

## 略史
準硬式野球は、本来は軟式H号ボール（通称・準硬式ボール）を使用する軟式野球のことを表し、あくまで軟式野球の一種として成立した。特に大学の場合は、大学軟式野球の大会が初期の段階で、現在で言うところの準硬式球（当時のB号球、後のH号球と改名）を公認球としたことで、準硬式野球がメインで発展して現在に至っている。
軟式と準硬式との関係や準硬式誕生の経緯は、「全日本大学軟式野球連盟」の記事も参照の事。
軟式H号ボール使用の軟式野球が準硬式野球として一般的に定着してしばらく後、社会人が準硬式野球から撤退（全国大会が中止になる）することになり、そのことでボール製造メーカーが大学でしか需要が見込めない準硬式ボールを製造中止にするという噂が広まった。そのことで準硬式野球の将来を危惧した準硬式野球関係者は、連盟運営の強化を図るために当時のA号軟式球を使用していた軟式野球連盟である全日本学生軟式野球連盟と合併して全日本軟式野球連盟の傘下支部として加盟するために、新しい全日本大学軟式野球連盟（それぞれ「軟式の部」、「準硬式の部」として運営）を発足させた。
新体制発足の翌年には、その運営に対する将来への不安から、軟式の部内での分裂を招くなどの混乱を経たが、その後、2000年には再び軟式と準硬式を分化し、軟式の部を新たな「全日本大学軟式野球連盟」とし、準硬式の部は全日本大学準硬式野球連盟となってそれぞれ独立し現在に至る。
なお、全日本大学準硬式野球選手権大会は、まだ準硬式ボールを使用していない1949年に開催の第一全日本大学軟式野球大会からのものも継承している。
※ボールの名称の変遷については、軟式野球のボールの種類についてを参照の事。

## 沿革
- 1947年頃　東京六大学軟式野球リーグ、東都大学軟式野球リーグ、関西六大学軟式野球リーグが活動を開始（中空軟式ボール使用）。
- 1949年　12月、明石市にて初の全国軟式野球大会を開催。それを機に、全日本大学軟式野球連盟（初代、現在の全日本大学軟式野球連盟とは内容が異なる。）を発足
- 1950年　軟式野球選手権大会での使用ボールにB号球（後にH号球と改称。準硬式球の事）を指定。
- 1959年　全日本大学選抜準硬式野球大会を開始
- 1973年　全日本大学9ブロック対抗準硬式野球大会を開始
- 1985年　準硬式球の正式名称が他の軟式球と共に変更（軟式B号球→軟式H号球）
- 1992年　A号軟式野球連盟（当時の名称は初代となる全日本学生軟式野球連盟）と統合合併。新たな全日本大学軟式野球連盟（2代目）を設立し、その傘下の「準硬式の部」となる。（A号軟式野球の連盟は「軟式の部」へ）
- 1993年　軟式の部の加盟連盟・チームの大半が独立宣言により、新たな全日本学生軟式野球連盟（2代）として脱退。（関東を含む東日本側の大半の加盟校・加盟連盟は後に復帰・再加盟）
- 2000年　軟式の部を再び分離し、準硬式の部のみの全日本大学準硬式野球連盟を設立。（軟式の部は3代目となる全日本大学軟式野球連盟として独立。）

## 運営大会
- 毎年春季大会終了後に各地区の代表枠数内上位チームによる「文部科学大臣杯全日本大学準硬式野球選手権大会」（他競技のインカレに相当）を主催。各地区の出場枠は北海道2、東北1、関東6、北信越1、東海3、関西5、中国1、四国1、九州3、地元枠1の24チーム。2015年で67回を数える。例年8月中旬～下旬に実施。
- 毎年春季大会終了後に、各地区の上位チーム中で選手権大会出場校に準じるチームによる「全日本大学選抜準硬式野球大会」を主催。優勝チームには清瀬杯が授与されるため、通常は「清瀬杯」と呼ばれる。各地区の出場枠は北海道1、東北1、関東4、北信越1、東海2、関西3、中国1、四国1、九州2の16チーム。2015年で47回を数える。例年選手権の前後に実施。
- 毎年秋季大会終了後に、各地区の選抜チームによる「全日本大学9ブロック対抗準硬式野球大会」を主催。2015年で33回を数える。例年11月中旬に実施。

## 加盟連盟
全日本大学準硬式野球連盟が加盟状態を管理しているのは、それぞれの各連盟のみで、各大学の準硬式野球部は直接に全日本大学準硬式野球連盟に所属しているわけではなく、その所属や加盟校の管理・運営は各連盟に帰属する（2014年度終了時点）。
尚、夏季に全日本大学準硬式野球選手権大会（以下、選手権）と清瀬杯全日本大学選抜準硬式野球大会（以下、清瀬杯）の2つの全国大会がほぼ同時期に実施されるが、それぞれの地区に割り当てられた出場枠に応じて、地区上位校が選手権大会に出場し、次に準じた上位校が清瀬杯に出場する（地区上位校の決定方法は当該地区連盟の方針に因る。）。
- 北海道地区大学準硬式野球連盟　（15校20チーム：1部～3部）
春季リーグ戦（6月中旬）※1[1]／秋季大会（全北海道トーナメント。9月中旬）
- 東北地区大学準硬式野球連盟　　（12校14チーム：1部・2部）※2[2]
春季リーグ戦（4月上旬～5月上旬）／秋季リーグ戦（9月上旬～10月上旬）
関口杯東北地区大学準硬式野球トーナメント大会（10月上旬）
- 北信越地区大学準硬式野球連盟　（11校18チーム）
春季地区選手権予選（4月下旬～5月上旬）※3[3]／春季地区選手権本選（5月上旬～中旬）※4[4]／秋季地区選手権（全北信越トーナメント）
- 関東地区大学準硬式野球連盟　（5連盟）
関東選手権大会（3月下旬）※5[5]／全日本予選会（6月）※6[6]／関東地区大学・社会人王座決定戦※7[7]
  - 東京六大学準硬式野球連盟　（6校）

春季リーグ戦（4月上旬～5月下旬）／秋季リーグ戦（8月下旬～10月下旬）
  - 東都大学準硬式野球連盟　（35校：1部～6部）

春季リーグ戦（3月下旬～5月下旬）／秋季リーグ戦（9月上旬～10月下旬）
  - 神奈川大学準硬式野球連盟　（8校：1部,2部）

春季リーグ戦（4月上旬～6月上旬）／秋季リーグ戦（9月上旬～10月下旬）
  - 北関東大学準硬式野球連盟　（11校12チーム：東地区,西地区）

春季リーグ戦（4月上旬～6月初旬）／秋季リーグ戦（8月下旬～10月下旬）
  - 新関東大学準硬式野球連盟　（14校15チーム：1部～3部）

春季リーグ戦（3月下旬～5月下旬）／秋季リーグ戦（8月下旬～10月下旬）
- 東海地区大学準硬式野球連盟　（2地区リーグ）
春季地区選手権（5月下旬。2地区リーグ所属チームにより選手権と清瀬杯への出場校を決定する。）※8[8]
  - 東海地区リーグ（19校23チーム：1部～4部）

春季リーグ戦（4月～5月中旬）／秋季リーグ戦（8月下旬～11月初旬）
  - 静岡地区リーグ　（7校8チーム）

春季リーグ戦（4月～5月中旬）／秋季リーグ戦（8月下旬～11月初旬）
- 関西地区大学準硬式野球連盟　（8連盟）
春季地区選手権大会（5月中旬）※9[9]／春季地区トーナメント1次予選（5月初旬）※10[10]、2次予選（5月下旬～6月初旬）※11[11]／秋季地区大会（11月中旬）※12[12]／6リーグ対抗野球大会（11月下旬）※13[13]
  - 関西六大学準硬式野球連盟　（6校）

春季リーグ戦（3月下旬～4月下旬）／秋季リーグ戦（8月下旬～9月下旬）
  - 近畿六大学準硬式野球連盟　（6校）

春季リーグ戦（3月下旬～4月下旬）／秋季リーグ戦（8月下旬～9月下旬）
  - 阪神六大学準硬式野球連盟　（7校）

春季リーグ戦（3月下旬～4月下旬）／秋季リーグ戦（8月下旬～9月下旬）
  - 京滋六大学準硬式野球連盟　（6校7チーム）

春季リーグ戦（3月中旬～4月下旬）／秋季リーグ戦（8月下旬～9月下旬）
  - 西都六大学準硬式野球連盟　（7校）

春季リーグ戦（3月下旬～4月下旬）／秋季リーグ戦（8月下旬～9月下旬）
  - 関西医歯薬準硬式野球連盟　（16校18チーム：1部～3部）

春季リーグ戦（3月下旬～4月下旬）／秋季リーグ戦（8月下旬～9月下旬）
  - 京阪神・II部大学準硬式野球連盟（7校）※2009年度から関西II部と兵庫六大学を統合

春季リーグ戦（3月下旬～4月下旬）／秋季リーグ戦（9月中旬～10月中旬）
- 中国地区大学準硬式野球連盟　（11校15チーム：1部,2部）
春季リーグ戦（5月中旬～6月初旬）※14[14]／秋季リーグ戦（9月中旬～10月中旬）
- 四国地区大学準硬式野球連盟　（7校9チーム：1部,2部）
春季リーグ戦（4月いっぱい）※15[15]／秋季地区大会・予選リーグ（10月初旬）、決勝トーナメント（10月下旬）
- 九州地区大学準硬式野球連盟　（5連盟）
春季地区選手権大会（5月下旬）※16[16]／秋季地区大会（11月中旬）※17[17]／東都大学準硬式連盟選抜チームとの交流戦（11月下旬）
  - 九州六大学準硬式野球連盟　（6校）

春季リーグ戦（3月下旬～4月下旬）／秋季リーグ戦（8月下旬～10月下旬）
  - 福岡県大学準硬式野球連盟　（9校：1部,2部）

春季リーグ戦（3月下旬～4月下旬）／秋季リーグ戦（8月下旬～10月下旬）
  - 長崎県大学準硬式野球連盟　（4校）

春季リーグ戦（3月下旬～4月中）／秋季リーグ戦（9月いっぱい）
  - 南九州地区大学準硬式野球連盟　（6校9チーム）

春季地区大会（3月下旬）／秋季地区大会（10月いっぱい）
  - 医歯薬大学準硬式野球連盟　（9校12チーム）

秋季大会（10月いっぱい）

1. ↑  ※1：1位,2位が選手権に、3位が清瀬杯に出場
2. ↑  ※2：2005年度から仙台リーグ、東北リーグの2リーグ制となり、両リーグ優勝校による代表決定戦で東北の選手権出場枠1を争っていた。清瀬杯出場校は選手権への代表を送れなかったリーグの1位・2位と送り込んだリーグの2位・3位によるトーナメントで決定していた。2015年3月、両リーグが統一され、1部・2部決定戦により1部8チーム、2部6チームと改編された。
3. ↑  ※3：石川・福井県で3ブロック、新潟・長野・富山県で2ブロックに分かれリーグ戦を行い、上位校が本選進出。
4. ↑  ※4：1位が選手権に、2位が清瀬杯に出場。
5. ↑  ※5：地区内の各春季リーグ戦開始前に、各リーグ下部まで含めた全加盟校によるトーナメントで実施。優勝チームには全日本大学準硬式野球選手権大会の関東地区出場枠が、準優勝チームには予選会1次トーナメント出場枠が与えられる。尚、後日行われる各リーグ優勝チームには1次トーナメント、2位チームには2次トーナメントへの出場枠が与えられるが、重複が起きた場合以下の規定が定められている。
1）   関東選手権大会優勝校とリーグ優勝校が重複した場合、リーグ優勝校に代わり、リーグ2位校が「一次トーナメント」に出場する。この場合、「二次トーナメント」には、リーグ2位校に代わり、3位校が出場する。
「関東選手権大会準優勝校の取り扱いについて」
2）   関東選手権大会準優勝校とリーグ優勝校が重複した場合、関東選手権大会準優勝校に代わり、関東選手権大会3位校が「一次トーナメント」に出場する。
3）   2）に加え、関東選手権大会3位校とリーグ優勝校が重複した場合、関東選手権3位校に代わり、関東選手権大会4位校が「一次トーナメント」に出場する。
4）   関東選手権準優勝校、3位校、4位校がいずれも、リーグ優勝した場合には、関東選手権優勝校所属リーグ2位校が「一次トーナメント」に出場する。この場合、「二次トーナメント」には、リーグ3位校が出場する。
また、1）により既にリーグ2位校が「一次トーナメント」出場が決定している場合には、リーグ3位校が「一次トーナメント」に出場、「二次トーナメント」には、リーグ4位校が出場する。
6. ↑  ※6：選手権、清瀬杯への代表を決定する大会。前述の通り重複した場合の繰り下げはあるが基本的には関東選手権大会準優勝チームと各リーグ優勝チームの6校が1次トーナメントに参加し、勝利した3チームは選手権に、敗れた3チームは2次トーナメントに回る。この3チームに各リーグ2位チームを加えた8チームが2ブロックに分かれ2次トーナメントを戦う。ブロック優勝の2校が選手権、2位の2校が清瀬杯への進出を決める。1回戦敗退の4校で敗者復活トーナメントを行い、勝者2校が残る清瀬杯2枠を得る。
7. ↑  ※7：関東地区大学5リーグ各優勝校と社会人リーグ3代表のトーナメント大会
8. ↑  ※8：地区内の全チームによるフリーエントリー制。東海地区リーグの優勝校は、選手権への出場が決定（東海地区選手権には出場しない）し、地区選手権優勝校と第1代表決定戦を実施（敗者が第2代表）。地区選手権の2位は選手権第3代表。地区選手権の準決勝敗退校（3位）は清瀬杯に出場。
9. ↑  ※9：春季の各リーグ優勝校8校（2009年度から地区内再編成で7リーグになった為、もう1校は前年秋季地区大会優勝チーム所属連盟2位校を充てる）でトーナメントを行い、3位校までは選手権への出場が決定（第1～第3代表）。4位校は後日行われる関西地区トーナメント第2次予選での2位校とプレーオフを行い、勝者は選手権に出場し、敗者は清瀬杯の関西区第1代表になる。尚、1回戦敗退の4校は残り2枠ある選手権への出場権をかけて前述の関西地区トーナメント第2次予選（清瀬杯関西地区代表決定戦を兼ねる）に出場する。
10. ↑  ※10：春季の各リーグ戦2位～4位（但し、京阪神・II部は5位まで、医歯薬は6位まで、前年秋季地区大会優勝校所属連盟は3位～5位）の計24校を4ブロックに分け、2次予選に向けてブロック毎に代表を決める。
11. ↑  ※11：1次予選のブロック代表（4校）と関西地区選手権大会での1回戦敗退校（4校）の計8校でトーナメント戦を行い、1位校は選手権への出場権（第4代表）を獲得。2位校は関西地区選手権大会4位との最期の1枠（第5代表）を争うプレーオフに回る。プレイオフ敗者は清瀬杯の関西地区第1代表に、同2次予選トーナメントの準決勝敗退校は、清瀬杯の関西地区第2,第3代表（優勝校との敗者が第2、準優勝校との敗者が第3代表に充てられる）になる。
12. ↑  ※12：秋季各リーグ戦優勝校8校によるトーナメント
13. ↑  ※13：地区内の6リーグ（近畿六、阪神六、京滋六、兵庫、西都六、医歯薬）の各選抜チームに因るトーナメント大会
14. ↑  ※14：1位が選手権に、2位が清瀬杯に出場。
15. ↑  ※15：1位が選手権に、2位が清瀬杯に出場。
16. ↑  ※16：地区内の全所属チームによるフリーエントリー制のトーナメント大会。1位～3位が全日本大学準硬式野球選手権大会へ、4位,5位が清瀬杯全日本大学準硬式野球大会に出場する。
17. ↑  ※17：各秋季リーグ戦の九州六3、福岡県3、長崎県1、南九州2、医歯薬1の計10チームに因るトーナメント。翌年、春季地区選手権大会の第1シード2校を決定。